# Rete tranviaria di Heilbronn
La rete tranviaria di Heilbronn (in tedesco Stadtbahn Heilbronn) è il sistema tranviario che serve la città tedesca di Heilbronn.

Alla periferia della città, le vetture tranviarie si immettono sulle linee ferroviarie della Deutsche Bahn dirigendosi verso località extraurbane, e realizzando così un sistema di tram-treno, integrato con la rete di Karlsruhe.